# Paul Revere
Paul Revere (botezat la 1 ianuarie 1735 S.V. 21 decembrie 1734– d. 10 mai 1818) a fost un argintar american luptător în Războiul de Independență al SUA, rămas celebru pentru rolul de mesager jucat în bătăliile de la Lexington și Concord, numele său rămânând legat de al său „drum nocturn” rămas celebru ca simbol patriotic în Statele Unite. Revere era un cunoscut și prosper argintar din Boston, și a contribuit la înființarea unui sistem de informații și alarmă în fața posibilei intervenții militare britanice în colonia Massachusetts.
Ulterior, Revere a fost ofițer în expediția Penobscot, o campanie dezastruoasă a războiului american de independență.

## Tinerețea

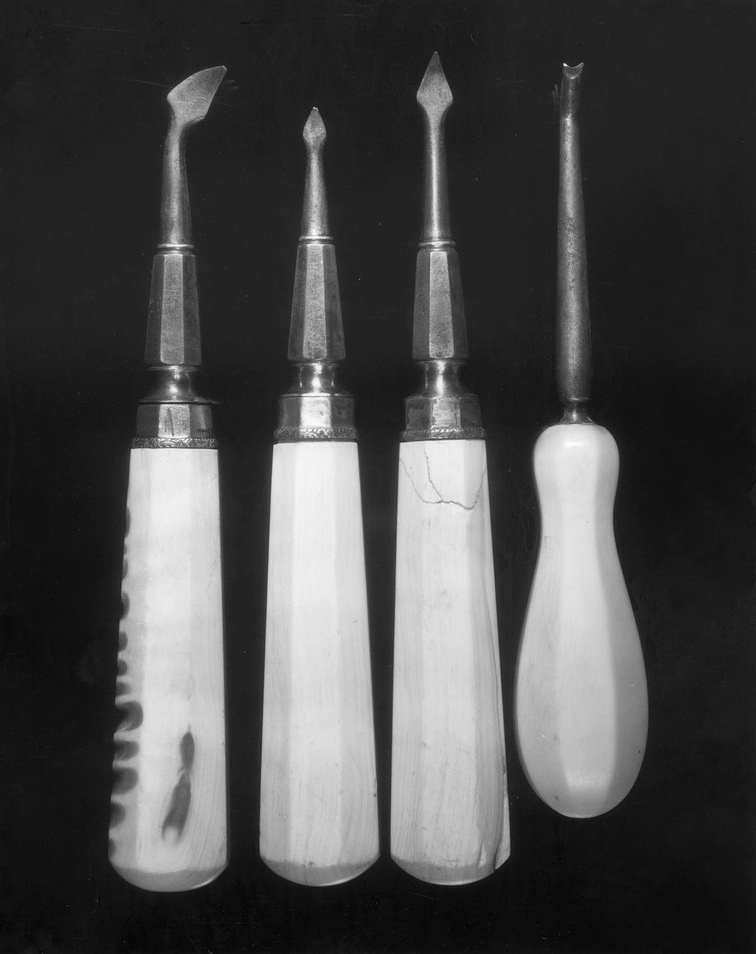
Înainte de a deveni celebru, Paul Revere a lucrat sporadic şi ca dentist—în imagine, uneltele lui.

Revere s-a născut, probabil, în luna decembrie 1734, în cartierul North End din Boston, tatăl lui fiind un hughenot francez, iar mama sa localnică din Boston. Revere a avut unsprezece frați și surori, el fiind al treilea copil și cel mai mare care a supraviețuit copilăriei. Tatăl lui Revere, pe nume Apollos Rivoire, a sosit la Boston la 13 ani și a fost luat ucenic la un argintar. Când s-a căsătorit cu Deborah Hichborn, membră a unei familii vechi din Boston care deținea un mic antrepozit portuar, Rivoire își anglicizase numele în Revere. Apollos a transmis meseria mai departe fiului său Paul. După moartea lui Apollos în 1754, Paul era prea tânăr pentru a deveni oficial stăpânul argintăriei familiei, iar mama lui Deborah a devenit administratorul ei, în vreme ce Paul și un frate al său mai mic lucrau în atelier. Revere a luptat și în Războiul de Șapte Ani, fiind sublocotenent într-un regiment britanic de artilerie care a încercat să cucerească cetatea franceză de la Crown Point, în New Yorkul de astăzi. Când a plecat din armată, Revere a revenit la Boston și a preluat controlul argintăriei în nume propriu. Jurnalele de încasări ale atelierului arată că printre produsele lucrate acolo se numărau și obiecte mici și ieftine, cum ar fi catarame, nasturi, inele și mărgele.
La 4 august 1757, Paul Revere s-a căsătorit cu Sarah Orne, care i-a născut opt copii, dintre care șase au supraviețuit. În anii 1760, Revere a produs mai multe gravuri cu tentă politică și a lucrat și ca dentist, devenind din ce în ce mai mult implicat în acțiunile organizației Sons of Liberty. În 1770, el și-a cumpărat o casă în North Square din Boston, casă deschisă astăzi publicului ca muzeu memorial. Una dintre celebrele sale gravuri a fost realizată în urma Masacrului de la Boston în martie 1770. Nu se știe dacă Revere a fost martor al masacrului, deși harta detaliată a poziției cadavrelor, folosită în procesul soldaților britanici trași la răspundere, sugerează că ar fi fost. Sarah a murit în 1773, și la 10 octombrie în același an, Revere s-a căsătorit cu Rachel Walker, cu care a mai avut încă cinci copii.

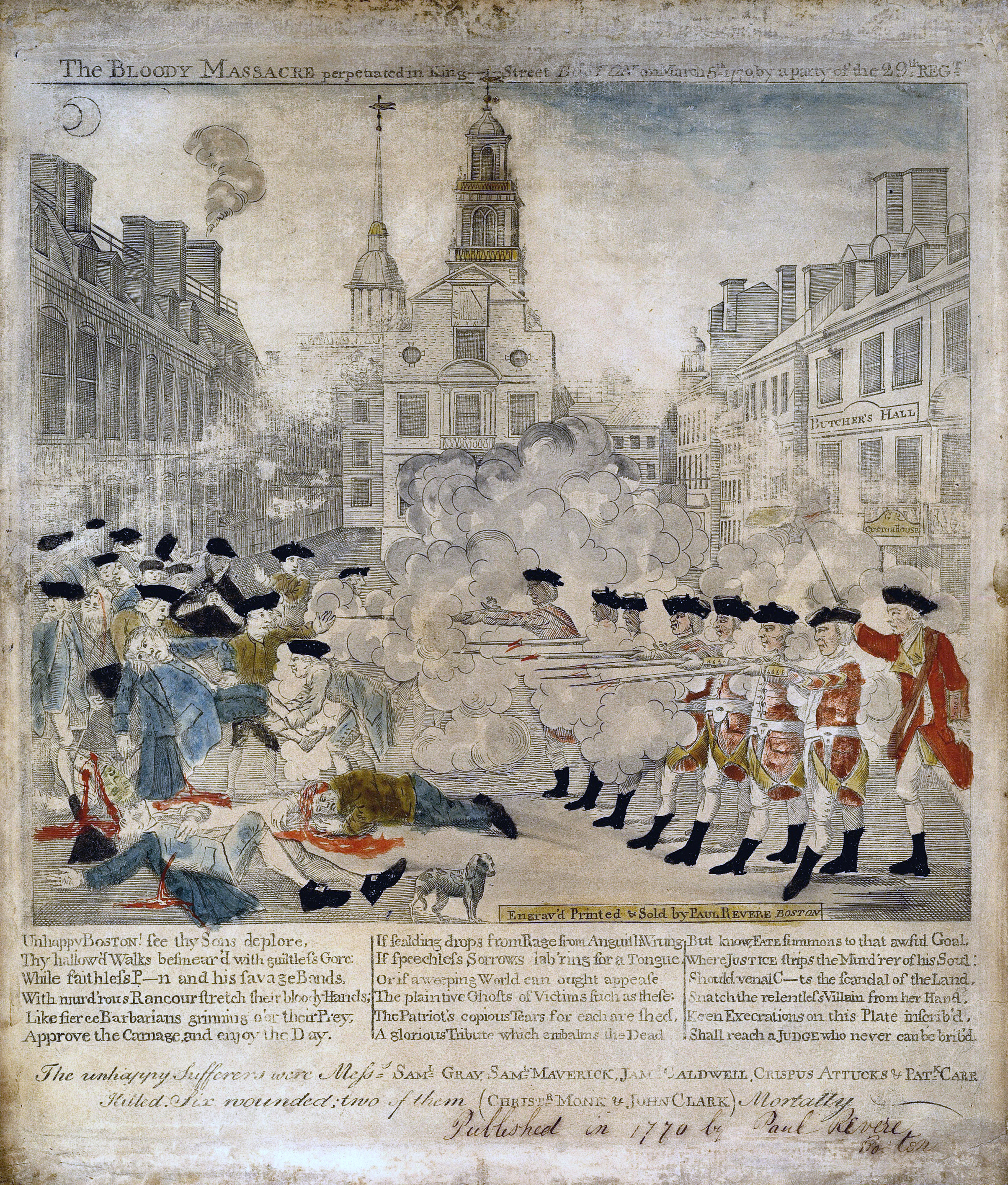
„Sângerosul masacru comis în King Street Boston la 5 martie 1770” de Paul Walker (1735–1818), gravură de Paul Revere, colorată manual, 1770.

După Partida de Ceai de la Boston din 1773, la care Revere ar fi putut fi prezent, Revere a început să acționeze ca mesager pentru Comisia de Siguranță Publică din Boston, adesea parcurgând călare drumul până la New York și Philadelphia cu mesaje despre situația politică din oraș. În 1774, Marea Britanie a închis portul Boston și a început să încartiruiască un mare număr de soldați prin jurul Bostonului. În această perioadă, Revere a contribuit cu gravuri la publicația lunară Royal American Magazine. Tot acum, argintăria sa și-a pierdut din profitabilitate, fiind lăsată de Revere mai mult în seama fiului său, Paul Revere, Jr. La începutul lui 1775, conflictul plutea în aer și Revere a ajuns mai implicat ca niciodată în activitățile derulate de Sons of Liberty.

## Drumul nocturn al lui Paul Revere
Evenimentul pentru care este el cel mai bine cunoscut astăzi este rolul de curier călare pe timp de noapte înaintea bătăliilor de la Lexington și Concord. Celebrul său „drum nocturn” a avut loc în noaptea de 18–19 aprilie 1775, când, împreună cu William Dawes a primit instrucțiuni de la dr. Joseph Warren să meargă de la Boston la Lexington pentru a-i avertiza pe John Hancock și Samuel Adams de mișcările armatei britanice care începea un marș de la Boston către Lexington, cu scopul de a-i aresta pe Hancock și Adams și de a confisca depozitele de armament din Concord.
Armata regulată regală britanică era staționată în Boston de la închiderea porturilor în urma Partidei de Ceai de la Boston, și a fost supravegheată constant de Revere și de alți revoluționari în timp ce începuseră să circule zvonuri că se plănuiește o mișcare de trupe. În noaptea de 18 aprilie 1775, armata a început să treacă râul Charles către Lexington, iar Sons of Liberty au intrat imediat în acțiune. Pe la ora 11 pm, Revere a fost trimis de dr. Warren către Charlestown, pe malul opus al râului Charles, de unde putea să înceapă drumul călare către Lexington, în timp ce Dawes a fost trimis pe drumul ocolit, pe uscat, prin istmul Boston Neck tot către Lexington.
În zilele dinainte de 18 aprilie, Revere îl instruise pe Robert Newman, paracliserul de la Old North Church, să dea semnal cu felinarul coloniștilor din Charlestown, vestind mișcările trupelor în caz că acestea vor începe. Un felinar aprins în turlă urma să însemne că armata a plecat pe drumul pe uscat, în vreme ce două felinare aveau să însemne că armata a plecat pe apă, traversând râul Charles. Aceasta urma să fie planul de siguranță pentru anunțarea Charlestownului în caz că și Revere și Dawes ar fi fost prinși. Newman și căpitanul John Pulling au aprins două felinare în Old North Church în vreme ce Revere a plecat pe drum. Revere a luat un cal cu împrumut de la John Larkin, diaconul de la Old North Church.

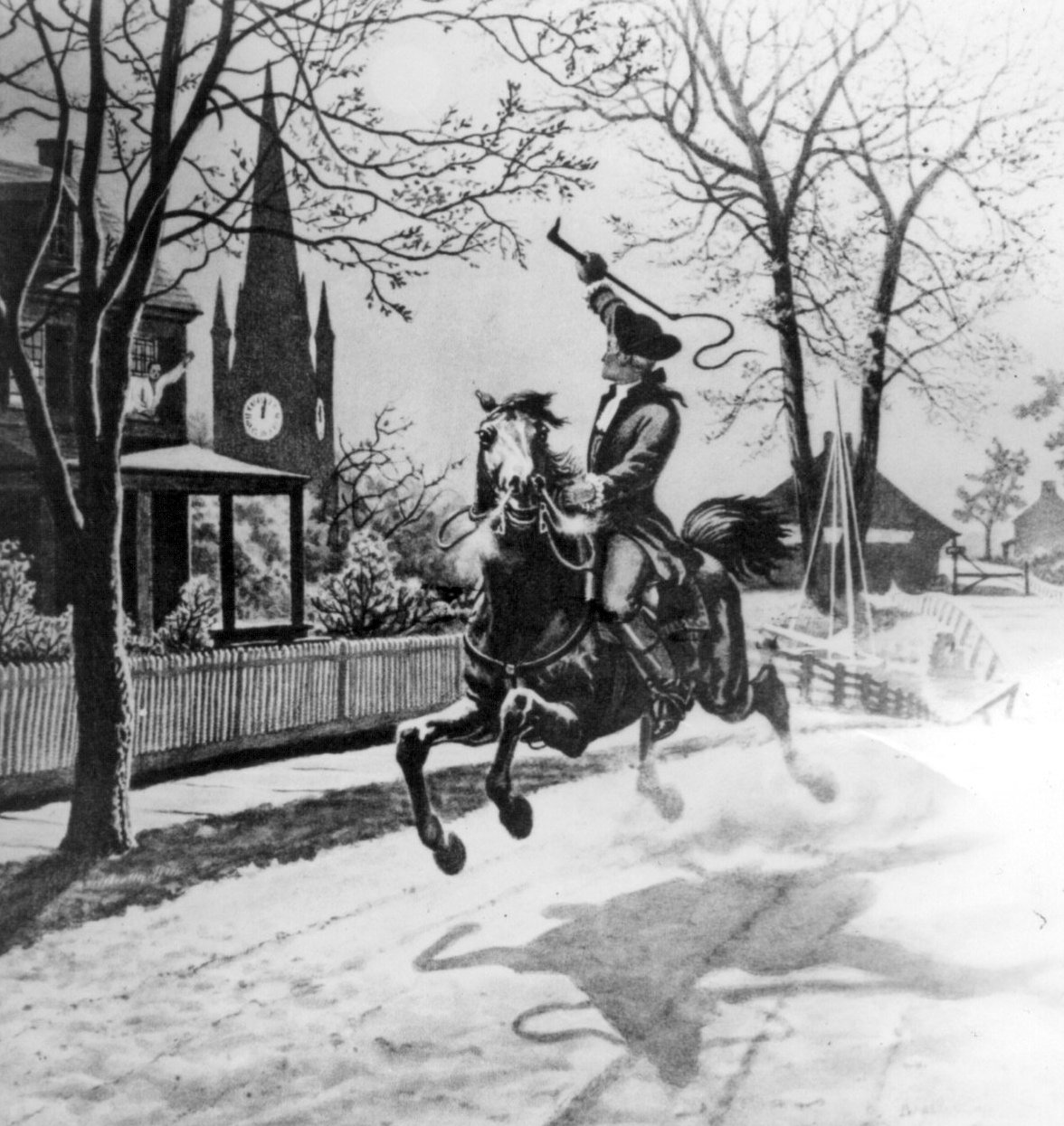
Drumul lui Paul Revere.

Călătorind prin actualele localități Somerville, Medford și Arlington, Revere i-a avertizat pe revoluționarii din drumul său — dintre care mulți au plecat călare să ducă mesajul mai departe. Până dimineața, erau circa 40 de călăreți în tot comitatul Middlesex transmițând vestea înaintării armatei. Deși mai târziu s-a spus că Revere ar fi strigat „The British are coming!”, dar nu a fost așa, întrucât misiunea depindea de păstrarea secretului, zona rurală fiind împânzită de patrule britanice; majoritatea coloniștilor erau legal supuși britanici și aveau obligația să anunțe ei armata în asemenea cazuri. Avertismentul lui Revere, conform martorilor oculari ai drumului său și conform relatării lui Revere însuși, a fost „The Regulars are coming out” („ies trupele regulate”). Revere a sosit în Lexington pe la miezul nopții, Dawes sosind și el după o jumătate de oră. Samuel Adams și John Hancock dormeau la Casa Hancock-Clarke din Lexington, iar la primirea veștii au discutat planurile de acțiune. Între timp, Revere și Dawes, au hotărât să meargă către Concord, unde era ascuns arsenalul milițiilor. Lor li s-a alăturat Samuel Prescott, un doctor care se afla din întâmplare în Lexington „întorcându-se de la casa unei prietene pe la nepotrivita oră de 1 a.m.”
Revere, Dawes și Prescott au fost opriți de soldații britanici la Lincoln în drum spre Concord. Prescott a sărit de pe cal peste un zid și a fugit în pădure; Dawes a scăpat și el după ce a căzut de pe cal și nu și-a terminat drumul. Revere a fost reținut și interogat, apoi a fost escortat sub amenințarea armei de trei ofițeri britanici înapoi spre Lexington. În zori, pe când se apropiau de casa de întruniri din Lexington, s-au auzit focuri de armă. Ofițerii britanici s-au alarmat, i-au confiscat calul lui Revere și s-au îndreptat spre casa de întruniri. Revere, rămas fără cal, a mers pe jos printr-un cimitir până la casa părintelui Clarke, unde se aflau Hancock și Adams. În timp ce bătălia de la Lexington continua, Revere l-a ajutat pe John Hancock și pe familia sa să fugă din Lexington cu lucrurile lor, inclusiv un cufăr cu documente de-ale lui Hancock.
Avertismentul dat de cei trei călăreți a permis milițiilor să se adune la timp și să respingă trupele britanice la Concord, și să le hărțuiască cu atacuri de gherilă pe drumul către Boston. Prescott știa bine zona rurală chiar și pe întuneric, și a ajuns la Concord la timp pentru a-i avertiza pe cei de acolo.
Rolul lui Revere nu a fost remarcat prea mult în timpul vieții lui. În 1861, la peste 40 de ani după moartea sa, Henry Wadsworth Longfellow a scris poezia „Paul Revere's Ride”, devenită celebră și memorată de generații întregi de copii.
Astăzi, mai multe puncte de pe drumul lui Revere sunt marcate cu semne pe care scrie „Revere's Ride”. Traseul complet este din Main Street în Charlestown, Broadway și Main Street în Somerville, Main Street și High Street din Medford până în centrul Arlingtonului  și apoi pe Massachusetts Avenue din Boston (o veche stradă din zona Arlington Heights se numește „Paul Revere Road”).

## Vezi și
- Anne Revere